# 517. padalski pehotni polk (ZDA)
517. padalski pehotni polk (izvirno angleško 517th Parachute Infantry Regiment; kratica 517. PIR) je bila padalska enota Kopenske vojske Združenih držav Amerike.

## Zgodovina
Polk je bil ustanovljen 15. marca 1943 in bil naslednji mesec dodeljen 17. zračnoprevozni diviziji; iz njene sestave je bil izločen marca 1944. Maja istega leta je bil poslan v Italiji, kjer je deloval kot samostojni polk pod 4. korpusom. Julija 1944 je bil dodeljen 1st Airborne Task Force, v sestavi katere se je bojeval v Franciji in Nemčiji. Februarja 1945 je bil dodeljen 13. zračnoprevozni diviziji. Med vojno je polk opravil en bojni skok. Avgusta 1945 se je polk vrnil v Fort Bragg, kjer je bil 25. februarja 1946 deaktiviran.